# Stanislav Baudyš
Stanislav Baudyš (* 6. Mai 1906; † 9. Juni 1972 in Hořice) war tschechischer kommunistischer Politiker und Funktionär der KSČ sowie Publizist.

## Leben
Stanislav Baudyš, Vorkriegsmitglied der kommunistischen Partei, verbrachte die Zeit von 1940 bis 1945 im KZ Sachsenhausen. Er hatte folgende Staats- beziehungsweise Parteiposten inne:
- 1945: Vorsitzender des Bezirksnationalausschusses in Hořice
- 1945–1948: stellvertretender Innenminister in den Regierungen Fierlinger und Gottwald
- 1949–1950: Vorsitzender des Kreisnationalausschusses in Hradec Králové
- 1949–1952: Kandidat für das Zentralkomitee der KSČ
- 1951–1953: stellvertretender Minister für die nationale Sicherheit (Innenministerium) in der Regierung Antonín Zápotocký
- 1951–1954: Parlamentsabgeordneter

Ab 1957 war Baudyš als Publizist tätig.